# قصة بسيطة (فلم)
قصّة بسيطة أو حكاية بسيطة كهذه (بالفرنسية: Une si simple histoire) هو فيلم درامي تونسي صدرَ عام 1970 من إخراج عبد اللطيف بن عمار، وقد شاركَ في مهرجان كان السينمائي 1970.

## طاقم التمثيل
- لبيبة بن عمَّار
- جولييت بيرتو
- بيا كولومبو
- عمر خلفة
- جميلة الورابي
- فؤاد زاوش